# Macrocentrus hungaricus
Macrocentrus hungaricus är en stekelart som beskrevs av Marshall 1893. Macrocentrus hungaricus ingår i släktet Macrocentrus och familjen bracksteklar. Inga underarter finns listade i Catalogue of Life.